# Paracalanus crassirostris
Paracalanus crassirostris är en kräftdjursart som beskrevs av Dahl 1894. Paracalanus crassirostris ingår i släktet Paracalanus och familjen Paracalanidae. Inga underarter finns listade i Catalogue of Life.